# Personal Jesus (песня Marilyn Manson)
«Personal Jesus» (в переводе с англ. — «Личный Иисус») — первый и единственный сингл с альбома Lest We Forget: The Best of американской рок-группы Marilyn Manson. Трек «Personal Jesus» является кавер-версией на одноимённую песню британской группы Depeche Mode. Сингл был выпущен 20 сентября 2004 года.
«Personal Jesus» замыкает череду кавер-версий, записанных группой Marilyn Manson на хиты 1980-х годов. Однако, в отличие от «Sweet Dreams» и «Tainted Love» в оригинальную песню не были внесены значительные изменения.

## Информация о сингле
Сингл был записан в голливудской студии Мэнсона Doppelherz Blood Treatment Facility. Сведением занимался Марк Стент, который до этого неоднократно работал с Depeche Mode.
В одном из своих интервью для канала MTV Мэрилин Мэнсон пояснил, почему он выбрал для записи именно «Personal Jesus»:

«Я подумал, если мне надо написать песню, это было бы именно то, что я хотел сказать, — ответил Мэнсон. — Вот почему я выбрал эту песню. Думаю, она даже более иронична в контексте происходящего сегодня.»Оригинальный текст (англ.)"I thought if I had to write a song, this is exactly what I would say," Manson said. "And that's why I picked this song, because I think it takes a little more of an ironic tone when you put it in context with what's going on today." 
В декабрьском интервью французскому журналу «ONE» Мэнсон рассказал о предпосылках к записи своей кавер-версии «Personal Jesus»:

ONE: Что подтолкнуло тебя записать кавер на песню «Personal Jesus» группы Depeche Mode? 

MM: Я оставил идею о совместном дуэте с Ширли Мэнсон на альбоме и пребывал в таком состоянии, что даже подумывал об уходе из музыки. Потом я услышал «Personal Jesus» по радио. Пока я слушал песню, мне сразу представилось, как я мог бы её интерпретировать. В моем понимании она совершенно отличалась от интерпретации Мартина Гора. Я знал, что запись этой песни позволила бы мне выразить значительные мысли о политике и религии.
Оригинальный текст (англ.)ONE: What did lead you to record a cover of Depeche Mode's Personal Jesus? 

MM: When I abandonned the idea of putting my duo with Shirley Manson on the album, I wasn't going well and was even about to quit music. And then I heard 'Personal Jesus' on the radio. While listening to it I immediately imagined how I would interpret this track. My interpretation is quite different than Dave Gahan's and I knew by recording it that it would allow me to say very powerful things about politics and religion. 
В оригинальную песню не было внесено каких-либо значительных изменений. В то же время религиозный и политический подтекст песни Мэнсон попытался передать через записанный видеоклип. Также уделено достаточное внимание оформлению сингла.
На кавер-версию «Personal Jesus» был записан ремикс «Personal Jesus» (Rude Photo Motor Remix) в штаб-квартире звукозаписывающей компании Motor Music при участии группы известного хаус-диджея Феликса да Хаускэта Rude Photo. В немецкую версию сингла вошёл ремикс «This Is The New Shit» (Remix By Sergio Golayan) ремикшированный Серджио Голаяном. «Mobscene Replet» (Mea Cupla Remix By Bitteren Ende) — ремикс Бена Гросса на песню «mOBSCENE».

## Оформление
В оформлении обложки использована часть изображения, взятая с картины Мэрилина Мэнсона «Experience Is the Mistress of Fools» (в переводе с англ. — «Опыт — глава дураков»). Эта же картина была использована в оформлении альбома Lest We Forget: The Best of.
Обложке сингла нарочно придан эффект зернистости, который характерен для газетных фотографий. Есть мнение, что подобное оформление подчёркивает мотив вторичности, являющийся ключевым для «Personal Jesus»:
Так в оформлении сингла выражен имеющий важное значение в песне мотив вторичности, когда место недостижимого Бога занимают разного рода «личные Иисусы», и прежде всего в этой роли оказываются диктаторы. (Естественно, речь идёт об интерпретации этой песни Мэнсоном, вложившим в текст «Депеш мод» религиозно-политический смысл — сравните с видеоклипом.) Кроме того, очень иронично, что в оформлении сингла Personal Jesus использована картина Мэнсона, на которой он изобразил себя в образе Дьявола.

### Символ креста
Использование символа креста в оформлении альбома не случайно. На обложке сингла «Personal Jesus» группы Depeche Mode использовалось изображение чёрно-синего креста, пропорционально схожего с Латинским крестом — одним из главных символов христианства. Характерно, что на обложке сингла группы Marilyn Manson пропорции креста скорее напоминают крест Святого Петра, который в настоящее время также часто ассоциируется с антихристианством и сатанизмом.
Если развернуть обложку сингла «Personal Jesus» группы Marilyn Manson, то на развороте мы увидим крест святого Георгия. Этот крест изображён на флаге Англии. Английским символом крест стал в Средневековье, во время Крестовых походов. Одной из целей которых было обращение в христианство иноверцев.

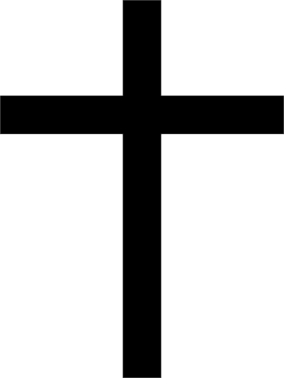
Латинский крест
Крест святого Петра
Крест святого Георгия
Христограмма

### Христограмма

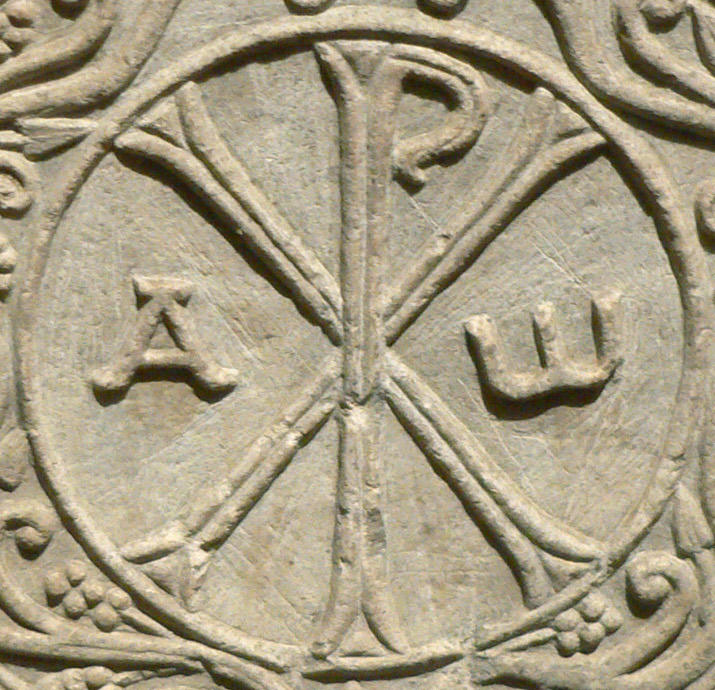
Изображение христограммы вместе с альфой и омегой на старинном барельефе

Христограмма — монограмма Иисуса Христа, самая распространённая из священных монограмм, образованная из греческих букв «Х» (хи) и «Р» (ро), первых букв греческого написания имени Христос — XPICTOC. Вероятно, в оформлении сингла «Personal Jesus» указывает на псевдохристианскую тематику песни.
Примечательно, что до этого в альбоме Mechanical Animals Мэрилин Мэнсон использовал ещё одну достаточно распространённую священную монограмму — комбинацию букв альфа и омега (первой и последней букв греческого алфавита). Монограмма «альфа и омега» использовалась для обозначения всемогущества и бесконечности Бога («Я есмь Альфа и Омега, начало и конец». Откр., 21:6). Одним из вариантов было размещение этих двух букв вместе с христограммой в круге — символе вечности.

## Список композиций
1. «Personal Jesus» — 4:06
2. «Mobscene Replet» (Mea Cupla Remix By Bitteren Ende) — 4:35
3. «Personal Jesus» (Rude Photo Motor Remix) — 5:50
4. «Personal Jesus» (видеоклип)

## Версии
Сингл «Personal Jesus» вышел в четырёх основных версиях: европейской, австралийской, британской и немецкой. Также были выпущены грампластинки диаметром 12", 10" (США) и 7" (Великобритания).

### Европейская и австралийская версии
1. «Personal Jesus» — 4:06
2. «Mobscene Replet» (Mea Cupla Remix By Bitteren Ende) — 4:35
3. «Personal Jesus» (Rude Photo Motor Remix) — 5:50
4. «Personal Jesus» (видеоклип)

### Немецкая версия
1. «Personal Jesus» — 4:06
2. «This Is The New Shit» (Remix By Sergio Golayan) — 4:28

### 7" и 10" сингл
1. «Personal Jesus» — 4:06
2. «Personal Jesus» (Rude Photo Motor Remix) — 5:50

### 12" сингл
1. «Personal Jesus» (Rude Photo Motor Remix) — 5:50
2. «Personal Jesus» (LP Version) — 4:06
3. «Personal Jesus» (Rude Photo Motor Remix) (Dub / Instrumental) — 5:50

## Видеоклип «Personal Jesus»
Клип «Personal Jesus» снимался 2 и 3 августа 2004 года. Режиссёрами видеоклипа были Мэрилин Мэнсон и Натан Кокс.

### Первоначальная концепция
Первоначальная концепция видеоклипа была создана в июле 2004 года Мэрилином Мэнсоном и Натаном Коксом. Для выступления группы было необходимо помещение со сценой и проекционным экраном. В первоначальной концепции было утверждено четыре сцены будущего клипа:

Мэрилин Мэнсон выступает в образе политика, с неба падают деньги и воздушные шары. 

Четыре по-разному одетые девушки с внешностью супермоделей участвуют в различных эпизодах. 

Мэрилин Мэнсон выступает с младенцем на руках. Во время своего выступления он роняет ребёнка, и при ударе тот разбивается вдребезги, а доллары и монеты разлетаются по полу. 

Четыре женщины становятся четырьмя шлюхами апокалипсиса и едут верхом на механических быках перед проецируемой стеной огня. 

Остальные сцены будут утверждены позже.Оригинальный текст (англ.)Marilyn Manson performs in the guise of a politician, money and balloons fall from the sky. 

Four high-scale, supermodel types wear different outfits and populate the different set-ups. 

Marilyn Manson performs with an infant in his arms. During his performance he drops the child and on impact, it shatters spilling dollars and coins across the floor. 

The four women become the four whores of the apocalypse and ride mechanical bulls in front of a wall of projected fire. 

Other set-ups will be decided. 

### Съёмки клипа
Съёмки «Personal Jesus» проходили в павильоне оборудованном сценой, позади которой находился большой проекционный экран, с проецируемыми на него изображениями политической, религиозной и военной тематики. Мэрилин Мэнсон во всех сценах клипа появляется исключительно в классических костюмах. Всего было использовано три костюма: чёрный, белый и чёрный в вертикальную белую полоску. В гриме артиста были использованы все характерные для эры «Lest We Forget» черты: причёска с выбритой правой стороной, «слепой» левый глаз, готический макияж. Особенностью в имидже Мэнсона были непропорционально большие ресницы, использововашиеся до этого на съёмках клипа mOBSCENE. Другой особенностью можно считать блёстки на щеках, использованные только на съёмках клипа «Personal Jesus». Весь визуальный образ артиста подчёркивает идею дуализма, столь свойственную творчеству Мэнсона. Остальные участники группы выглядят вполне традиционно.
Помимо участников группы в съёмках клипа участвовали как минимум четыре девушки, задействованные в роли наездниц на механических лошадях. Во второй половине клипа, вероятно, эти же четыре девушки, выступили в роли монахинь.

Кадр из эпизода с воздушными шарами

### Сюжет
Видеоклип «Personal Jesus» открывается сценой плавно снижающихся воздушных шаров красного, синего и белого цвета. Мэнсон стоит на сцене, а вокруг него падают воздушные шары завёрнутые в полиэтиленовые пакеты.
Далее начинается припев, на протяжении которого Мэнсон поёт и жестикулирует в свойственной ему манере. Остальные участники, находясь позади своего фронтмена, играют на инструментах, или же неподвижно стоят (в тех эпизодах, когда на экран проецируются изображения политиков и диктаторов).
Под строки песни «Your own personal Jesus / Someone to hear your prayers / Someone who cares» (в переводе с англ. — «Твой собственный, личный Иисус / Кто слышит твои молитвы / Кому не все равно») на проекционный экран выводятся портреты таких известных политических деятелей как Иосиф Сталин, Бенито Муссолини, Джон Кеннеди, Махатма Ганди, Адольф Гитлер и Фидель Кастро. В один ряд с ними поставлен Иисус Христос.
В дополнение к проецируемым портретам в клип вставлены четыре изображения, транслирующиеся в течение нескольких кадров, на протяжении припева. Первой по порядку в видеоряд вставлена фотография Джона Кеннеди, та самая, которая по прошествии девяти кадров, проецируется на экран позади группы. Далее в клип вставлено условное изображение Иисуса, стилизованное под негатив. Это тот же самый портрет, изображение которого выводится на проекционный экран. Следующим по порядку в видеоряд вставлен портрет Гитлера, использованный далее в качестве проекционного изображения. Четвёртым, на протяжении трёх-четырёх кадров, в клип вставлено фото Джорджа Буша младшего. В отличие от трёх предыдущих, этот портрет не используется в качестве проекционного изображения и появляется в клипе однажды.

Фотография Сталина на проекционном экране.

Во время первого куплета в клипе изображается сцена исповеди, где полуобнажённая «грешница» исповедуется «патеру» Мэнсону через перегородку исповедальной. Эпизод исповеди прерывается сценами выступления группы и сценами с наездницами, скачущими на фоне ночного неба с проецируемой полной луной.
С началом второго припева позади Мэнсона и наездниц на экран выводится анимированная стена огня. Становится заметна расцветка механических лошадей и скачущие девушки превращаются в четырёх всадниц Апокалипсиса. Это один из эпизодов, заявленных ещё в первоначальной концепции. Вот выдержка из октябрьского интервью Мэрилина Мэнсона для французского журнала «Rock Mag»:

«Было достаточно сложно создать видео для песни, содержащей слово Иисус, не опускаясь до банальности и общепринятых клише. Я потратил три дня на съёмки и даже немного приболел. Были отсняты огромные стены огня, механические лошади и полуобнажённые всадницы апокалипсиса, скачущие позади меня…»Оригинальный текст (англ.)"It was also a challenge to make the video for a song containing the word 'Jesus' without falling into obviousness and cliché. I just spent three days for the shooting and even got a bit sick from it. There were giant walls of fire, mechanical horses, and half-naked horsewomen of apocalypse running after me..." 
В заключительном эпизоде клипа четыре девушки переодетые в эклектичные костюмы, стилизованные под монашеские, подносят Мэнсону живого младенца. Некоторое время артист держит ребёнка на руках. Затем показана сцена падения малыша. Разбиваясь на части, керамическая фигурка оставляет на полу целую россыпь монет, которые были внутри.

## Участники
- Marilyn Manson:
  - Мэрилин Мэнсон — вокал, продюсирование
  - Тим Сколд — бас-гитара, продюсирование
  - Мадонна Уэйн Гейси — клавишные
  - Джинджер Фиш — ударные
- Марк «Spike» Стент — микширование («Personal Jesus»)
- Дэвид Трихерн, Роб Хаггетт — микширование («Personal Jesus»)
- Ли Грувс — программирование («Personal Jesus»)
- Том Бэйкер — мастеринг («Personal Jesus»)
- Бен Гросс — ремикширование («Mobscene Replet» (Mea Cupla Remix By Bitteren Ende))
- Felix Da Housecat, MOTOR — ремикширование («Personal Jesus» (Rude Photo Motor Remix))
- Серджио Голаян — ремикширование («This Is The New Shit» (Remix By Sergio Golayan))
- Мартин Ли Гор — текст, музыка («Personal Jesus»)

## Позиции в чартах
| Страна                                | Позиция |
| ------------------------------------- | ------- |
| Дания, Danish charts portal           | 8       |
| Австрия, Austria Top 40               | 10      |
| Италия, Italian charts portal         | 10      |
| Германия, Media Control Charts        | 11      |
| США, Billboard: Alternative Songs     | 12      |
| Швейцария, Switzerland charts portal  | 13      |
| Норвегия, Norwegian charts portal     | 15      |
| Финляндия, Finnish charts portal      | 20      |
| Австралия, ARIA Charts                | 30      |
| США, Billboard: Dance/Club Play Songs | 35      |
| Бельгия, Ultratop Belgian Charts      | 38      |
| Франция, Les charts français          | 62      |
| Нидерланды, Dutch charts portal       | 89      |